# Unione Sportiva Triestina Calcio 2006-2007
Questa pagina raccoglie le informazioni riguardanti l'Unione Sportiva Triestina Calcio nelle competizioni ufficiali della stagione 2006-2007.

## Stagione
La stagione 2006-2007 si è palesata altalenante per la squadra giuliana. Dopo un inizio favorevole, condito dalla qualificazione agli ottavi di finale di Coppa Italia, quindi dopo aver superato i primi tre turni, e da un buon inizio di stagione, la squadra da dicembre in poi ha vissuto un'involuzione di gioco e risultati. Il 2 dicembre, infatti, la squadra alabardata si è ritrovata in zona playoff con 23 punti, dopo la vittoria interna (2-1) in rimonta contro lo Spezia. Da quel momento però, era la quattordicesima giornata, sino al termine del torneo, la Triestina ha raccolto la miseria di 25 punti in 28 gare, riuscendo a salvarsi solo all'ultima giornata grazie al pareggio (1-1) rimediato a Piacenza. In dicembre negli ottavi di finale della Coppa Italia è stata eliminata dalla Roma.
A fine febbraio, dopo la sconfitta (1-3) col Napoli al Rocco, è stato esonerato il tecnico Andrea Agostinelli ed è stato chiamato al suo posto Franco Varrella. Il quale ha dato un'iniziale scossa all'ambiente giuliano con 7 punti raccolti in tre gare, ma di fatto non riuscito a risollevare l'andamento generale degli alabardati. La stagione è stata caratterizzata anche dalla penalizzazione di un punto, inflitto dagli organi federali, per la presentazione ritardata di alcune parti del bilancio.

## Organigramma societario
Area direttiva
- Presidente: Stefano Fantinel
- Amministratore delegato: Enzo Ferrari
- Direttore sportivo: Francesco De Falco

Area tecnica
- Allenatore: Andrea Agostinelli, da marzo Franco Varrella
- Allenatore in seconda: Luigi Danova, da marzo Giovanni Ceccarelli
- Preparatori atletici: Cleante Zat, William Marcuzzi
- Preparatore dei portieri: Renzo Di Justo

## Rosa
| N. |                      | Ruolo | Calciatore          |
| -- | -------------------- | ----- | ------------------- |
| 1  | Italia (bandiera)    | P     | David Dei           |
| 2  | Grecia (bandiera)    | D     | Geōrgios Kyriazīs   |
| 3  | Italia (bandiera)    | C     | Manuel Bianco       |
| 4  | Italia (bandiera)    | D     | Michele Mignani     |
| 5  | Italia (bandiera)    | C     | Giorgio Gorgone     |
| 6  | Argentina (bandiera) | C     | Juan Landaida       |
| 6  | Italia (bandiera)    | D     | Francesco Veneruso  |
| 7  | Italia (bandiera)    | C     | Mauro Briano        |
| 8  | Italia (bandiera)    | D     | Emanuele Pesaresi   |
| 9  | Italia (bandiera)    | A     | Francesco Ruopolo   |
| 10 | Italia (bandiera)    | P     | Generoso Rossi      |
| 11 | Italia (bandiera)    | C     | Emiliano Testini    |
| 13 | Italia (bandiera)    | D     | Andrea Peana        |
| 14 | Italia (bandiera)    | A     | Stefano Cannone     |
| 15 | Italia (bandiera)    | A     | Luigi Della Rocca   |
| 16 | Italia (bandiera)    | D     | Stefano Tisiot      |
| 17 | Italia (bandiera)    | C     | Riccardo Allegretti |
| 18 | Italia (bandiera)    | A     | Federico Piovaccari |

| N. |                    | Ruolo | Calciatore          |
| -- | ------------------ | ----- | ------------------- |
| 19 | Italia (bandiera)  | A     | Manuel Montebugnoli |
| 20 | Italia (bandiera)  | A     | Mattia Graffiedi    |
| 21 | Marocco (bandiera) | D     | Karim Azizou        |
| 21 | Nigeria (bandiera) | C     | Andrea Cossu        |
| 22 | Italia (bandiera)  | C     | Patrick Kalambay    |
| 23 | Italia (bandiera)  | C     | Lorenzo Rossetti    |
| 24 | Italia (bandiera)  | D     | Simone Groppi       |
| 25 | Italia (bandiera)  | C     | Davide Marchini     |
| 25 | Uruguay (bandiera) | C     | Juan Silva Cerón    |
| 27 | Italia (bandiera)  | D     | Matteo Pivotto      |
| 28 | Italia (bandiera)  | C     | Gabriele Giacomi    |
| 29 | Italia (bandiera)  | D     | Giuseppe Abruzzese  |
| 32 | Italia (bandiera)  | P     | Lorenzo Farinelli   |
| 33 | Nigeria (bandiera) | A     | Isah Eliakwu        |
| 49 | Italia (bandiera)  | D     | Enrico Trevisiol    |
| 66 | Andorra (bandiera) | D     | Ildefons Lima       |
| 79 | Italia (bandiera)  | C     | Mattia Marchesetti  |
| 88 | Italia (bandiera)  | C     | Federico Maracchi   |

## Calciomercato

### Sessione estiva
| Acquisti | Acquisti            | Acquisti    | Acquisti   |
| R.       | Nome                | da          | Modalità   |
| -------- | ------------------- | ----------- | ---------- |
| P        | David Dei           | Crotone     | definitivo |
| D        | Matteo Pivotto      | Modena      | definitivo |
| D        | Emanuele Pesaresi   | Pescara     | definitivo |
| D        | Simone Groppi       | Spezia      | definitivo |
| D        | Giuseppe Abruzzese  | Lecce       | prestito   |
| C        | Emiliano Testini    | AlbinoLeffe | definitivo |
| C        | Lorenzo Rossetti    | Cesena      | definitivo |
| C        | Patrick Kalambay    | Lumezzane   | definitivo |
| C        | Manuel Bianco       | Pro Patria  | definitivo |
| A        | Mattia Graffiedi    | Modena      | definitivo |
| A        | Federico Piovaccari | Inter       | prestito   |
| A        | Francesco Ruopolo   | Parma       | definitivo |

| Cessioni | Cessioni            | Cessioni       | Cessioni   |
| R.       | Nome                | a              | Modalità   |
| -------- | ------------------- | -------------- | ---------- |
| P        | Michael Agazzi      | al Sassuolo    | prestito   |
| D        | Juan Landaida       | Sambenedettese | prestito   |
| D        | Fabio Di Venanzio   | Frosinone      | definitivo |
| C        | Horacio Erpen       | Sassuolo       | prestito   |
| C        | Franco Da Dalt      | Varese         | prestito   |
| C        | Paolo De Cristofaro | Pro Patria     | prestito   |
| C        | Luigi Pagliuca      | Cesena         | definitivo |
| A        | Massimo Borgobello  | al Monza       | svincolato |

### Sessione invernale
| Acquisti | Acquisti           | Acquisti       | Acquisti |
| R.       | Nome               | da             | Modalità |
| -------- | ------------------ | -------------- | -------- |
| D        | Andrea Peana       | Cagliari       | prestito |
| C        | Juan Silva Cerón   | Rampla Juniors | prestito |
| A        | Luigi Della Rocca  | Bologna        | prestito |
| A        | Mattia Marchesetti | Chievo         | prestito |

| Cessioni | Cessioni          | Cessioni    | Cessioni   |
| R.       | Nome              | a           | Modalità   |
| -------- | ----------------- | ----------- | ---------- |
| D        | Karim Azizou      | Cremonese   | prestito   |
| C        | Davide Marchini   | Cagliari    | prestito   |
| A        | Francesco Ruopolo | AlbinoLeffe | definitivo |

## Risultati

### Serie B

#### Girone di andata
| Arbitro: | Iannone (Napoli) |

|              |           |  |
| Rossetti 49’ | Marcatori |  |

| Treviso 16 settembre 2006, ore 16:00 2ª giornata | Treviso                 | 0 – 0 | Triestina | Stadio Omobono Tenni\| Arbitro: \| Zanzi (Lugo di Romagna) \| |
| Arbitro:                                         | Zanzi (Lugo di Romagna) |       |           |                                                               |

| Arbitro: | Celi (Campobasso) |

|                |           |                            |
| Piovaccari 51’ | Marcatori | 24’ M. Gori 67’ N. Ferrari |

| Arbitro: | Pantana (Macerata) |

|            |           |              |
| Bucchi 19’ | Marcatori | 85’ Kyriazīs |

| Trieste 2 ottobre 2006, ore 20:45 5ª giornata | Triestina       | 0 – 0 | Mantova | Stadio Nereo Rocco\| Arbitro: \| Salati (Trento) \| |
| Arbitro:                                      | Salati (Trento) |       |         |                                                     |

| Arbitro: | Salati (Trento) |

|  |           |               |
|  | Marcatori | 90+3’ Testini |

| Arbitro: | Velotto (Grosseto) |

|  |           |             |
|  | Marcatori | 4’ Kalambay |

| Arbitro: | Bergonzi (Genova) |

|  |           |                |
|  | Marcatori | 23’ C. Zanetti |

| Arbitro: | Pierpaoli (Firenze) |

|                   |           |                         |
| Babú 4’ Vives 42’ | Marcatori | 10’ Mignani 17’ Eliakwu |

| Trieste 4 novembre 2006, ore 16:00 10ª giornata | Triestina        | 0 – 0 | Brescia | Stadio Nereo Rocco\| Arbitro: \| Paparesta (Bari) \| |
| Arbitro:                                        | Paparesta (Bari) |       |         |                                                      |

| Arbitro: | Morganti (Ascoli Piceno) |

|  |           |                |
|  | Marcatori | 11’ Piovaccari |

| Arbitro: | Lena (Ciampino) |

|                             |           |             |
| Pesaresi 33’ Piovaccari 47’ | Marcatori | 64’ Martini |

| Bari 25 novembre 2006, ore 16:00 13ª giornata | Bari          | 0 – 0 | Triestina | Stadio San Nicola\| Arbitro: \| Ciampi (Roma) \| |
| Arbitro:                                      | Ciampi (Roma) |       |           |                                                  |

| Arbitro: | Gervasoni (Mantova) |

|                        |           |              |
| Lima 62’ Graffiedi 84’ | Marcatori | 31’ Saverino |

| Arbitro: | Lops (Torino) |

|                                   |           |  |
| Nastos 11’ Zanini 26’ Schwoch 80’ | Marcatori |  |

| Arbitro: | De Marco (Chiavari) |

|               |           |                                           |
| Graffiedi 42’ | Marcatori | 6’ L. Della Rocca 29’ Bellucci 84’ Meghni |

| Arbitro: | Ayroldi (Molfetta) |

|  |           |               |
|  | Marcatori | 36’ Milanetto |

| Crotone 22 dicembre 2006, ore 15:00 18ª giornata | Crotone            | 0 – 0 | Triestina | Stadio Ezio Scida\| Arbitro: \| Velotto (Grosseto) \| |
| Arbitro:                                         | Velotto (Grosseto) |       |           |                                                       |

| Arbitro: | Squillace (Catanzaro) |

|                |           |  |
| Allegretti 68’ | Marcatori |  |

| Arbitro: | Salati (Trento) |

|                 |           |               |
| Moscardelli 31’ | Marcatori | 15’ Abruzzese |

| Trieste 27 gennaio 2007, ore 16:00 21ª giornata | Triestina         | 0 – 0 | Piacenza | Stadio Nereo Rocco\| Arbitro: \| Stefanini (Prato) \| |
| Arbitro:                                        | Stefanini (Prato) |       |          |                                                       |

#### Girone di ritorno
| Arbitro: | Zanzi (Lugo di Romagna) |

|                      |           |  |
| Di Nardo 1’ Lodi 51’ | Marcatori |  |

| Arbitro: | Banti (Livorno) |

|                 |           |                      |
| Silva Cerón 59’ | Marcatori | 39’, 54’ Acquafresca |

| Arbitro: | Lena (Ciampino) |

|                          |           |                    |
| Peluso 9’ N. Ferrari 57’ | Marcatori | 24’ L. Della Rocca |

| Arbitro: | Ciampi (Roma) |

|                |           |                                          |
| Silva Cerón 9’ | Marcatori | 33’ P. Cannavaro 51’ Bucchi 74’ De Zerbi |

| Arbitro: | Damato (Barletta) |

|            |           |                       |
| Tarana 24’ | Marcatori | 68’ (rig.) Allegretti |

| Arbitro: | Pierpaoli (Firenze) |

|                                                   |           |                |
| Kyriazīs 15’ L. Della Rocca 61’ Marchesetti 90+5’ | Marcatori | Papa Waigo 43’ |

| Arbitro: | Squillace (Catanzaro) |

|                                        |           |  |
| Allegretti 32’ (rig.) Piovaccari 90+6’ | Marcatori |  |

| Arbitro: | Mazzoleni (Bergamo) |

|                                                     |           |               |
| Camoranesi 8’ Palladino 27’, 45+2’, 60’ Bojinov 81’ | Marcatori | 7’ Piovaccari |

| Arbitro: | Romeo (Verona) |

|                              |           |                                   |
| Marchesetti 10’ Pesaresi 38’ | Marcatori | 15’ Valdés 65’ Munari 81’ Osvaldo |

| Arbitro: | Salati (Trento) |

|                          |           |  |
| Mannini 73’ Serafini 88’ | Marcatori |  |

| Arbitro: | Iannone (Napoli) |

|                         |           |              |
| Allegretti 45+3’ (rig.) | Marcatori | 26’ Guarente |

| Arbitro: | Lops (Torino) |

|                            |           |  |
| Gonnella 42’ Martini 90+2’ | Marcatori |  |

| Arbitro: | Velotto (Grosseto) |

|              |           |  |
| Pesaresi 44’ | Marcatori |  |

| Arbitro: | Damato (Barletta) |

|                         |           |                              |
| Quadri 11’ Guidetti 90’ | Marcatori | 2’ Allegretti 7’ Marchesetti |

| Trieste 28 aprile 2007, ore 16:00 36ª giornata | Triestina           | 0 – 0 | Vicenza | Stadio Nereo Rocco\| Arbitro: \| Pierpaoli (Firenze) \| |
| Arbitro:                                       | Pierpaoli (Firenze) |       |         |                                                         |

| Bologna 5 maggio 2007, ore 16:00 37ª giornata | Bologna               | 0 – 0 | Triestina | Stadio Renato Dall'Ara\| Arbitro: \| Squillace (Catanzaro) \| |
| Arbitro:                                      | Squillace (Catanzaro) |       |           |                                                               |

| Arbitro: | Brighi (Cesena) |

|                                                |           |                                |
| Milanetto 6’ (rig.) Gasparetto 11’ Di Vaio 59’ | Marcatori | 41’ (aut.) Galeoto 83’ Eliakwu |

| Arbitro: | Mazzoleni (Bergamo) |

|                        |           |  |
| Briano 16’ Eliakwu 89’ | Marcatori |  |

| Arbitro: | Giannoccaro (Lecce) |

|             |           |  |
| Pinardi 12’ | Marcatori |  |

| Arbitro: | Gava (Conegliano) |

|               |           |            |
| Graffiedi 64’ | Marcatori | 42’ Pagano |

| Arbitro: | Messina (Bergamo) |

|            |           |                |
| Degano 33’ | Marcatori | 65’ Allegretti |

### Coppa Italia
| Arbitro: | Banti (Livorno) |

|  |           |             |
|  | Marcatori | 97’ Eliakwu |

| Arbitro: | Bergonzi (Genova) |

|                                   |           |            |
| Allegretti 24’ (rig.) Eliakwu 67’ | Marcatori | 27’ Chiesa |

| Arbitro: | Romeo (Verona) |

|                                            |           |                         |
| Kyriazīs 90+1’ Graffiedi 100’ Eliakwu 103’ | Marcatori | 17’ Ventola 120’ Soncin |

#### Ottavi di finale
| Arbitro: | Banti (Livorno) |

|              |           |                   |
| Rossetti 77’ | Marcatori | 44’, 49’ Montella |

| Arbitro: | Herberg (Messina) |

|                        |           |  |
| Virga 22’ Montella 27’ | Marcatori |  |

## Statistiche

### Statistiche di squadra
| Competizione | Punti | In casa | In casa | In casa | In casa | In casa | In casa | In trasferta | In trasferta | In trasferta | In trasferta | In trasferta | In trasferta | Totale | Totale | Totale | Totale | Totale | Totale | DR   |
| Competizione | Punti | G       | V       | N       | P       | Gf      | Gs      | G            | V            | N            | P            | Gf           | Gs           | G      | V      | N      | P      | Gf     | Gs     | DR   |
| ------------ | ----- | ------- | ------- | ------- | ------- | ------- | ------- | ------------ | ------------ | ------------ | ------------ | ------------ | ------------ | ------ | ------ | ------ | ------ | ------ | ------ | ---- |
| Serie B      | 48    | 21      | 8       | 6       | 7       | 22      | 20      | 21           | 3            | 10           | 8            | 15           | 28           | 42     | 11     | 16     | 15     | 37     | 48     | - 35 |
| Coppa Italia | 9     | 3       | 2       | 0       | 1       | 6       | 5       | 2            | 1            | 0            | 1            | 1            | 2            | 5      | 3      | 0      | 2      | 7      | 7      | 0    |
| Totale       | 57    | 24      | 10      | 6       | 8       | 28      | 25      | 23           | 4            | 10           | 9            | 16           | 30           | 47     | 14     | 16     | 17     | 44     | 55     | - 37 |

### Statistiche dei giocatori
La prima cifra rappresenta il numero di presenze e la seconda il numero di gol realizzati in campionato.
- David Dei (0  -)
- Generoso Rossi (42/  -)
- Lorenzo Farinelli (0  -)
- Geōrgios Kyriazīs (33/  2)
- Michele Mignani (20/  1)
- Emanuele Pesaresi (38/  3)
- Andrea Peana 6/  -)
- Simone Groppi (1/  -)
- Matteo Pivotto (29/  -)
- Giuseppe Abruzzese (27/  1)
- Ildefonso Lima (35/  1)
- Karim Azizou (1/  -)
- Manuel Bianco (3/  -)
- Giorgio Gorgone (23/  -)

- Mauro Briano (23/  1)
- Emiliano Testini (36/  1)
- Riccardo Allegretti (39/  6)
- Andrea Cossu 16/-)
- Patrick Kalambay (13/  1)
- Lorenzo Rossetti (26/  1)
- Juan Silva Cerón (12/  2)
- Mattia Marchesetti (20/  3)
- Davide Marchini (16/  -)
- Luigi Della Rocca (9/  2)
- Federico Piovaccari (37/  5)
- Mattia Graffiedi (29/  3)
- Isah Eliakwu (35/  3)
- Francesco Ruopolo (13/  -)